# Эриц
Эриц (нем. Eriz) — коммуна в Швейцарии, в кантоне Берн.
Входит в состав округа Тун. Население составляет 515 человек (на 31 декабря 2006 года). Официальный код — 924.